# Vangjel Meksi
Vangjel Meksi (1770-1821) va ser un metge, escriptor, gramàtic i traductor albanès. Meksi va produir la seva primera traducció del Nou Testament en albanès amb l'ajuda i patrocini de la British and Foreign Bible Society, quan era metge personal d'Alí Paixà, el governant albanès del pashalik d'Ioànnina. Meksi no va viure suficient per veure publicada la seva obra; no obstant això, aquesta va ser supervisada per Gregori IV d'Atenes. Membre de la Philikí Hetairía, una societat secreta el propòsit de la qual era crear un Estat grec independent, Meksi es va unir als grecs en el setge de Tripolizza durant la guerra d'independència de Grècia contra l'Imperi Otomà i va morir poc temps després.
A banda de la seva aportació per als cristians albanesos que van poder llegir per primera vegada els evangelis en la seva pròpia llengua, l'obra de Meksi va avançar en l'estudi de l'albanès escrit i, en particular, va seguir la tasca dels lingüístiques i filòlegs del segle xix, com ara Joseph Ritter von Xylander, August Schleicher i Johann Georg von Hahn. Els seus estudis de l'idioma albanès van ser influïts de manera significativa per la traducció de la Bíblia de Meksi.

## Primers anys i estudis
Meksi va néixer el 1770 a Labovë, un llogaret prop de Gjirokastër, i va cursar els estudis secundaris a Alí Paixà de Ioànnina, que posteriorment seria un centre provincial important de l'Imperi Otomà (actualment a Grècia). La seva primera feina va ser com a assistent d'Alí Paixà Tepedelenli de Ioànnina, un càrrec que va mantenir fins a 1803. Gràcies a una carta de recomanació d'Alí, Meksi va ser admès a la Universitat de Nàpols a Itàlia, on estudià medicina sota la supervisió del Dr. Nicola Acuto, i va practicar en un hospital administrat per la parròquia de San Giovanni a Carbonara. Després de completar els seus estudis el 1808, Meksi va tornar a Ioànnina i va servir de nou a la cort dAlí, aquest cop com un dels seus quatre metges personals. Els seus col·legues van ser el Dr. Metaxa, (graduat a la Universitat de París), el Dr. Saqeralliu (graduat a la Universitat de Viena) i el Dr. Loukas Vagias, (germà de Thanasis Vagias, graduat de la Universitat de Leipzig).

## Activitat com a filòleg
Després de perdre el favor d'Alí Paixà per raons desconegudes, Meksi va abandonar la seva cort el 1810 per viatjar al voltant d'Europa. Durant una breu estada a Venècia, va començar a interessar-se en l'alfabet i la gramàtica albanesa. Va publicar dues traduccions a l'albanès durant el 1814, ambdues perdudes, i de les quals una, era una obra religiosa de l'abat Claude Fleury (1640–1723).
Meksi també va escriure una gramàtica de l'idioma albanès en aquesta llengua. També s'ha perdut aquesta obra, però és esmentada en moltes cartes que informen sobre el treball de Meksi com a filòleg albanès escrit per Robert Pinkerton als seus superiors de la British and Foreign Bible Society (BFBS), i que posteriorment van patrocinar la traducció del Nou Testament a l'albanès. L'obra devia haver estat escrita abans de 1819 i pot haver estat la primera o segona gramàtica albanesa, després de la produïda per Jan Evstrat Vithkuqari; encara que es desconeix quina va ser publicada primer.
En aquest període, Meksi també va crear un nou alfabet albanès, que va racionalitzar i va consolidar diferents alfabets preexistents, per mitjà d'una mescla de caràcters grecs i llatins. Va utilitzar el seu nou alfabet per escriure un llibre que va titular Drejtshkrimi i gjuhës shqipe (Ortografia de la llengua albanesa).

## Traducció del Nou Testament
Pinkerton, qui era el representant de la British and Foreign Bible Society (BFBS) a Moscou, havia conegut el 1816 a una comunitat d'albanesos a Viena, llavors capital de l'Imperi austríac. Aquests contactes li asseguraren que era possible realitzar una traducció del Nou Testament a l'albanès. En una carta als seus superiors de la BFBS, datada el 28 d'agost de 1816, Pinkerton va escriure que la nació albanesa ocupava una gran part de l'antiga I·líria, que parlaven una llengua completament diferent de les eslaves, el turc, grec i llatí, i que els ortodoxos albanesos recitaven la missa en grec, un idioma que els creients i fins i tot alguns dels sacerdots no comprenien. Segons Pinkerton, la traducció podia ser realitzada per un o diversos albanesos de les illes Jòniques sota la supervisió d'un bisbe albanès.
Pinkerton es va reunir amb Meksi a Istanbul el 1819, presumptament amb l'aprovació dels seus superiors de la BFBS. En aquell moment, Meksi era un professor a Serres (Macedònia) i havia estat recomanat a Pinkerton arrel del seu llibre de gramàtica albanesa. Pinkerton també relata en una de les seves cartes a la BFBS que Meksi estava ben considerat per la comunitat albanesa, l'Església ortodoxa grega i pel patriarca Gregori V de Constantinoble. Gregori V, segons Pinkerton, també es va oferir a trobar dos clergues que poguessin assistir a Meksi en la seva tasca. Finalment, Pinkerton va recomanar que s'utilitzés l'alfabet grec perquè considerava que era el més adequat per a l'idioma albanès. El 19 d'octubre de 1819, Pinkerton, en representació de la societat bíblica, va signar un contracte amb Meksi per a la traducció del Nou Testament a l'albanès. Es va acordar que la Bíblia seria traduïda al dialecte albanès de Ioànnina. Meksi va completar el treball en dos anys, deu mesos abans de la data límit establerta en el contracte.